# Istarska enciklopedija
Istarska enciklopedija jednosveščana je enciklopedija koje daje prikaz istarskoga poluotoka, od Preluka kraj Rijeke do Milja kraj Trsta, kroz cijelu njegovu povijest. To je i prva regionalna enciklopedija u Hrvatskoj i zemljama bivše Jugoslavije. Glavni su urednici Miroslav Bertoša i Robert Matijašić.
Tiskanje je dovršeno 26. ožujka 2005. godine, nakon čega je enciklopedija službeno predstavljena u svibnju.

## Sadržaj
Sadrži 3094 članka i 1410 fotografija, karata, grafikona i tablica.
U Istarskoj enciklopediji nalaze se članci o općim i zemljopisnim pojmovima, ustanovama, osobama koje su ostavile traga u istarskoj kulturi, znanosti i inim djelatnostima.

## Vanjske poveznice
- Istarska enciklopedija, mrežno izdanje